# Kreis Ilfov

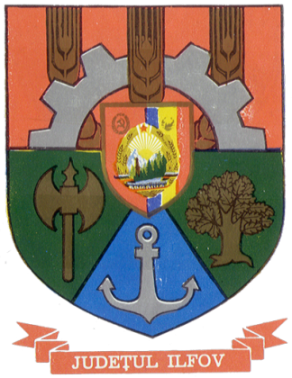
Wappen des Kreises Ilfov, zur Zeit des Realsozialismus

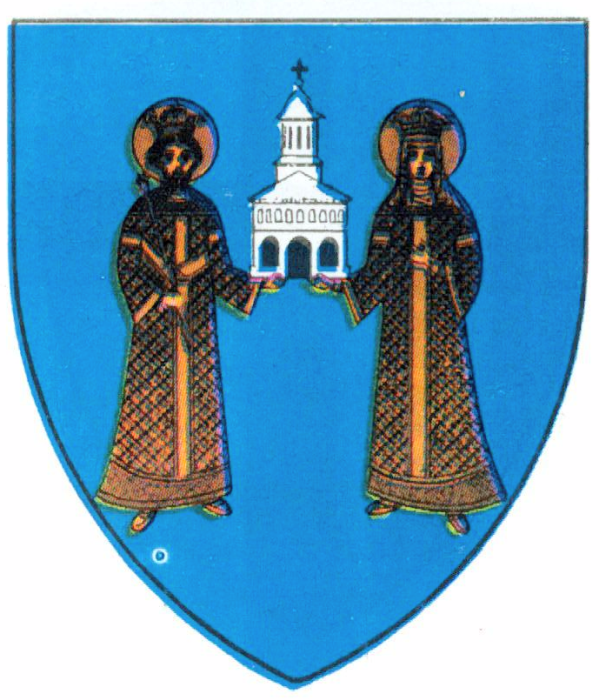
Wappen des Kreises Ilfov, in der Zwischenkriegszeit

Ilfov ist ein rumänischer Kreis (Județ) in der Region Walachei. Sein Sitz befindet sich in der Stadt Bukarest, die selbst jedoch nicht zum Kreis gehört. Seine gängige Abkürzung und das Kfz-Kennzeichen sind IF. Als eigenständiger Kreis besteht Ilfov seit dem 10. April 1997.
Der Kreis Ilfov umringt die Hauptstadt Bukarest. Im Norden grenzt er an den Kreis Prahova, im Osten an die Kreise Ialomița und Călărași, im Süden sowie im Westen an den Kreis Giurgiu, des Weiteren grenzt er im Westen an den Kreis Dâmbovița.

## Demographie
Bei der Volkszählung 2002 hatte der Kreis Ilfov 300.123 Einwohner und eine Bevölkerungsdichte von 190 Einwohnern pro km².
2021 hatte der Kreis 542.686 Einwohner somit eine Bevölkerungsdichte von 343 Einwohnern pro km²

## Geographie
Der Kreis hat eine Gesamtfläche von 1583 km², dies entspricht 0,66 % der Fläche Rumäniens und ist somit der kleinste der 41 Kreise.

## Städte und Gemeinden
Der Kreis Ilfov besteht aus offiziell 104 Ortschaften. Davon haben 8 den Status einer Stadt, 32 den einer Gemeinde. Die übrigen sind administrativ den Städten und Gemeinden zugeordnet.

### Größte Orte
| Stadt/Gemeinde            | Einwohnerzahl |
| ------------------------- | ------------- |
| Popești-Leordeni          | 53.434        |
| Voluntari                 | 47.366        |
| Chiajna                   | 43.588        |
| Bragadiru                 | 40.080        |
| Pantelimon                | 32.873        |
| Otopeni                   | 21.750        |
| Buftea                    | 20.586        |
| Dobroești                 | 16.875        |
| Chitila                   | 14.762        |
| Măgurele                  | 14.414        |
| Berceni                   | 13.766        |
| Domnești                  | 12.861        |
| Cernica                   | 11.871        |
| Corbeanca                 | 11.412        |
| Balotești                 | 11.210        |
| Jilava                    | 10.611        |
| (Stand: 1. Dezember 2021) |               |